# Universidade Guarulhos
A Universidade Guarulhos, também conhecida como UnG, é uma instituição de ensino superior particular brasileira, fundada em 12 de agosto de 1970.
Em 2014 possuía 18.300 alunos e 5 campus, sendo três em Guarulhos, um na cidade de São Paulo e outro em Itaquaquecetuba. No ano de 2013 teve um faturamento total de 106,5 milhões de reais.
Em 15 de dezembro de 2014 foi vendida para o grupo Ser Educacional por 199,08 milhões.

## História

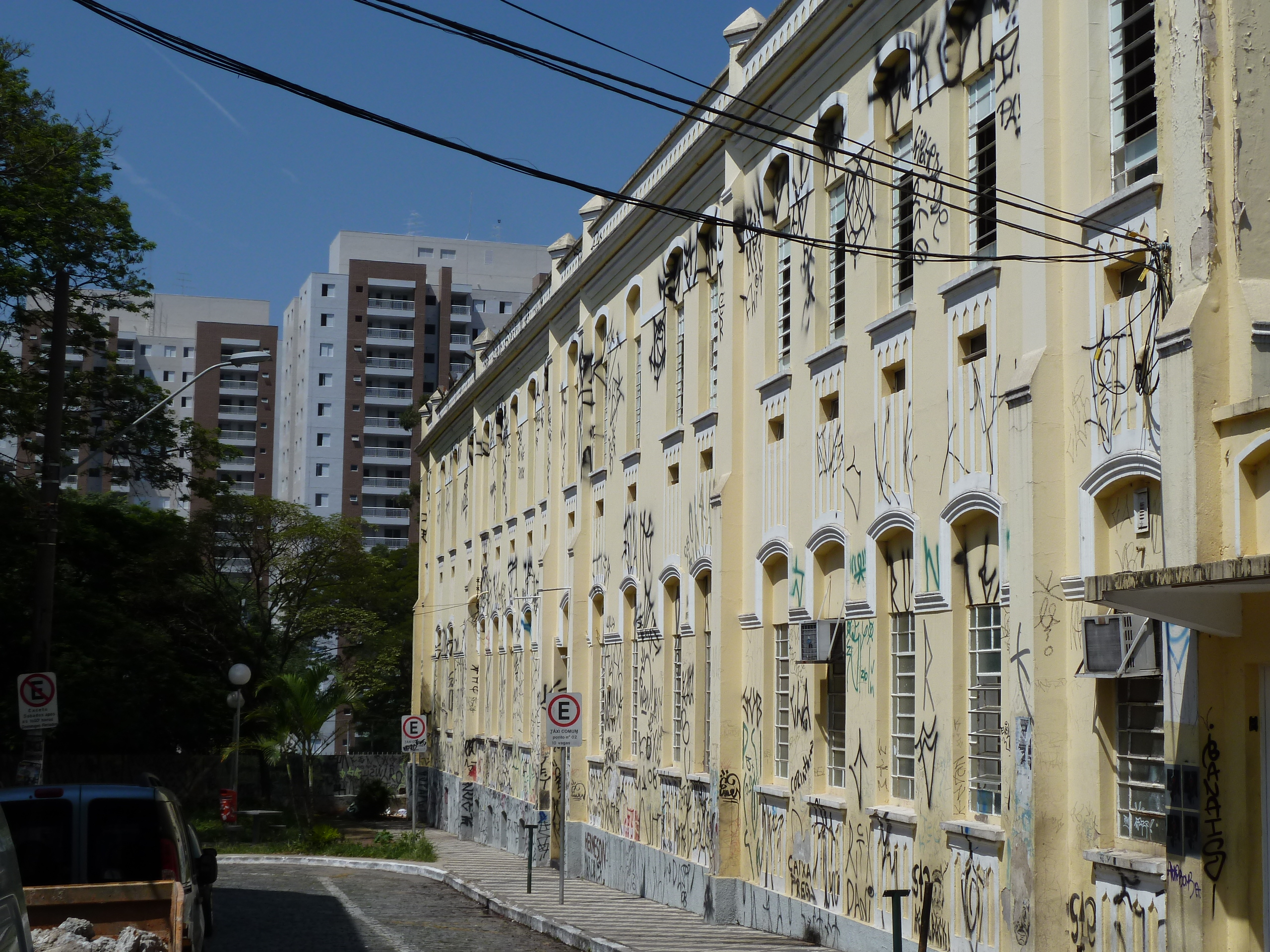
Vista do antigo Colégio Claretiano de Guarulhos, primeira sede da Universidade.

Em 1969 os Missionários Claretianos resolveram arrendar o Colégio Claretiano de Guarulhos para outro grupo enquanto direcionaram seus investimentos para a Editora Ave Maria, pertencente àquela irmandade. Um grupo de seis professores do colégio (Antônio Veronezi, Varesio Felice, Aylton Heringer, João Prudente do Amaral, Milton Dini Maciel e Ennio Chiesa) se reuniu e formou a Associação Paulista de Educação e Cultura (APEC). Através da associação, conseguiram o arrendamento do colégio no final de 1969. Ao mesmo tempo, a APEC passou a trabalhar na criação de uma faculdade em Guarulhos.
Outro grupo de professores (Aparecida Najar, Celso Piva e Adolfo Noronha) formou a Associação Educacional Presidente Kennedy e passou a pleitear autorização de uma nova faculdade em Guarulhos. Os dois pedidos de autorização para o Ministério da Educação foram realizados em 1970, sendo que a Associação Educacional Presidente Kennedy pleiteava a criação das "Faculdades Guarulhos". Temendo não receber autorização do Ministério para duas faculdades de grupos diferentes em Guarulhos, que desde 1965 contava com as Faculdades Integradas de Guarulhos, Antonio Veronezi sugeriu aos seus sócios na APEC batizar a faculdade com um nome "neutro", capaz de ocultar a localização da faculdade. Assim, o pleito da APEC foi batizado de "Faculdade Farias Brito", em homenagem ao filósofo cearense.
O Ministério acabou autorizando a criação da "Faculdade de Filosofia, Ciências e Letras Farias Brito" em 24 de junho de 1970 , enquanto que as Faculdades Integradas de Ciências Humanas, Saúde e Educação de Guarulhos (Faculdades Guarulhos) só receberam sua autorização em 26 de agosto de 1971. 
A Faculdade Farias Brito foi aberta inicialmente com cinco cursos: ciências sociais, letras, matemática, pedagogia e química.  
Esses cursos foram instalados em parte do Colégio Claretiano, localizado na Praça Tereza Cristina, em frente a Catedral Nossa Senhora da Conceição. Em pouco tempo o prédio do colégio passou a não comportar as turmas da faculdade e uma nova edificação é aberta em maio de 1972.
Em 1979 a Faculdade Farias Brito estudou uma fusão com as Faculdades Guarulhos e a Faculdade Integrada de Guarulhos. O processo de fusão das instituições tinha previsão de dois anos e em 1981 elas formariam a Universidade de Guarulhos.    Apesar do apoio da prefeitura de Guarulhos, a proposta não foi adiante. Porém a Farias Brito resolveu pleitear sua elevação de faculdade para Centro Universitário.
Em 1985 o MEC autorizou que as Faculdades Farias Brito fossem rebatizadas como "Universidade de Guarulhos".